# 穆阿台绥姆
穆阿台绥姆（阿拉伯语：‎，al-Mu'tasim，794年—842年1月5日），是阿拔斯王朝第八代哈里發，哈伦·拉希德之子，在位統治期是833年－842年。他在兄長馬蒙死後即位成為哈里發。此時以呼羅珊人為主力的常備軍已欲振乏力，當時阿拉伯人與波斯人不停衝突，他乃利用突厥奴隸古拉姆組織禁衛隊，因為他們沒有背景。他的母親是突厥女奴，名為瑪莉達，這時突厥人地位大為提高。這稱做「白人奴隸」（馬木留克）軍團。但突厥奴隸軍團與正規軍隊間的衝突不斷發生，836年穆阿台绥姆親率突厥奴隸軍團，遷都至底格里斯河上游一百公里處的薩邁拉。直至892年遷都回巴格達，這56年間有七位哈里發在此統治帝國，史家稱此半世紀餘期間為「薩邁拉時代」。
838年穆阿台绥姆鎮壓了由巴巴克·胡拉姆丁領導的起義。在同年的安曾戰役中，阿拔斯王朝軍隊擊敗了由皇帝狄奧斐盧斯率領的拜占庭帝國軍隊，並洗劫了城鎮阿莫里烏姆。